# Sinan-Schiffswrack
Das Sinan-Schiffswrack (chinesisch 新安沉船, Pinyin Xin'an chenchuan) ist ein in der Zeit der Yuan-Dynastie vor dem südkoreanischen Landkreis Sinan (südwestlicher Zipfel der Koreanischen Halbinsel) gesunkenes Handelsschiff, aus dem ein bedeutender archäologischer Fund von chinesischer Keramik (überwiegend aus dem Longquan-Brennofen, auch aus Jingdezhen), Metall- und Steinobjekten geborgen werden konnte. Das Schiff war von China nach Japan unterwegs und sank ca. 1323. Es wurde 1976 entdeckt. Der Fund ist für das Verständnis der chinesischen Einflüsse auf die japanische Muromachi-Zeit (14.–16. Jh.) von Bedeutung.